# サラセミア
サラセミア(thalassemia)は、ヘモグロビンを構成するグロビン遺伝子の異常による貧血である。（溶血性貧血をきたす遺伝性疾患である）地中海沿岸に多いので地中海貧血、地中海性貧血とも言う。

## 病態
グロビン蛋白の異常によって正常な赤血球が作られず貧血になる。異常なヘモグロビンを持つ赤血球は脾臓で次々と破壊される。赤血球が脾臓で破壊されることを血管外溶血と言う。標的赤血球と呼ばれる特徴的な赤血球が見られる。

## 分類
ヘモグロビンは、ポリペプチド鎖であるα鎖グロビン2分子とβ鎖グロビン2分子が結合した四量体(tetramer)にヘム（鉄錯体）が加わったものである。サラセミアは、主に次の2種類に分類される。
- αサラセミアとβサラセミア
  - αサラセミア：α鎖が正常に生成できない場合で16番遺伝子の2箇所が原因となる。アフリカ出身者に多く見られる[1]。
  - βサラセミア：β鎖が正常に生成できない場合。11番遺伝子の1箇所が原因となる。地中海東部の国と東南アジアに多く見られる[1]。ギリシャのサラセミア・キャリアは全人口の7.5%に及ぶといわれる。
- サラセミアマイナーとサラセミアメジャー：欠陥遺伝子のコピーの個数で分類。
  - サラセミアマイナー：欠陥遺伝子のコピーが1対のうち1つ[1]。
  - サラセミアメジャー：欠陥遺伝子のコピーが1対の両方[1]。

## 原因
ヘモグロビン蛋白を構成しているα鎖あるいはβ鎖をコードする遺伝子の異常により、蛋白がうまく生成できないため。

## 症状
サラセミアの種類によってもことなるが、以下のようなものが代表的なものである。
- 異常ヘモグロビンにより貧血を来たす。
- 腹部の膨満感や不快感。
- 血管外溶血により黄疸や脾腫を呈する。

## 検査
- 血液検査
  - 血清生化学検査
血清鉄とフェリチンの増加。
ヘモグロビンA2増加
  - 末梢血塗沫染色標本検査
小球性低色素性貧血が認められる。赤血球の真ん中の窪みに膨らみが出来て、濃淡濃の縞模様が見られる。この同心円状の縞模様が標的に見える事から標的赤血球(target cell)と言う。
- thalassemia index 
  - MCV / RBC x 106 ≦13 であればサラセミアが強く疑われる。[2]

## 治療
対症療法として輸血を行い、鉄の臓器過剰沈着に対し鉄キレート剤を投与する。重症例には骨髄移植を行う場合がある。

## 予後
重症型は予後不良で30歳までに心不全などにより死亡する。

## 診療科
血液内科

## 歴史
1925年、クーリー(Cooley)とリー(Lee)によって病態の診断が確定される。当初はクーリー貧血と呼ばれたが、地中海沿岸地域に多発しているため、ギリシア語の海を表すΘαλασσα（Thalassa）から、サラセミア(Thalassemia)と名づけられた。ただし、地中海特有というわけではなく、世界中、特にマラリア多発地域において散見される。

## 各国において

### 地中海沿岸
発症頻度が高い。遺伝子異常の種類によって軽症から重症まで様々あり、地域性も異なる。

### 日本
スクリーニングを含めた研究プロジェクトで、サラセミアは日本人にも決して少なくないことが明らかとなった。日本人のβサラセミア（日本人の700～1000人に1人の頻度）の8割は8種類の変異のどれかであり、しかも変異によってかなり地域的に偏ることがわかった。 